# Península de Eiderstedt
La península de Eiderstedt es una península alemana, en el distrito de Frisia Septentrional, en el estado de Schleswig-Holstein. Se encuentra en a la costa del mar del Norte.

## Visión general
Tiene aproximadamente 30 km de longitud y 15 km de ancho y se ha creado a través de los diques (pólderes) de tres islas: Eiderstedt alrededor de Tönning, Utholm alrededor de Tating, y Evershop alrededor de Garding. La construcción de los diques comenzó alrededor del año 1000 d. C.
Como estas tres islas eran distritos administrativos propios, el área fue originalmente llamada Dreilande - "Tres Tierras".
El suelo aluvial ganado al Mar del Norte hace que la zona sea muy apta para la agricultura. En la actualidad, es importante el turismo, particularmente en la ciudad de Sankt Peter-Ording en el extremo occidental de la península. El faro de Westerhever es el principal emblema de la península y el faro más prominente de Alemania. El mar de Wadden, la presa de Eider en el río Eider y el Katinger Watt, pantanos ganados al mar en el proceso de construcción del Eidersperrwerk, son otras atracciones turísticas de la península. 

## Historia
La constante amenaza de que el mar superara sus viviendas obligó a Eiderstedt a una forma especial de autogestión en una etapa muy temprana, ya que la construcción de diques sólo era posible mediante una intensa cooperación. Originalmente poblada por frisios, Eiderstedt fue parte del Ducado de Schleswig desde el siglo XIV.
En 1864, el Ducado danés de Schleswig se convirtió en parte de Prusia. La administración prusiana le dio a Eiderstedt la independencia como distrito. En 1970, el distrito de Eiderstedt se fusionó con los distritos de Husum y Südtondern para formar el distrito de Nordfriesland.